# Viscum
Viscum is een geslacht van ongeveer 70 tot 100 soorten, afkomstig uit de gematigde en tropische gebieden van Europa, Afrika, Azië en Australazië. Traditioneel wordt het geslacht in zijn eigen familie Viscaceae geplaatst, maar recenter genetisch onderzoek door de Angiosperm Phylogeny Group toont aan dat deze familie beter ingedeeld wordt bij de sandelhoutfamilie (Santalaceae).
Het zijn houtachtige, obligate halfparasitaire struiken met takken van vijftien tot tachtig centimeter lang. Hun gastheren zijn houtachtige struiken en bomen. Het bladerdek is dichotomisch (overlappend) of verticaal vertakt, met tegenovergestelde paren of kransen van groene bladeren.
De bladeren voeren fotosynthese uit (minimaal in sommige soorten, met name Viscum nudum), maar de planten onttrekken de nodige mineralen en het water aan de gastheerboom. Verschillende soorten hebben de neiging om verschillende gastheersoorten te gebruiken; de meeste soorten zijn in staat om verschillende gastheren te gebruiken.
De bloemen zijn onopvallend en hebben een groengele kleur, ze hebben een diameter van een tot drie millimeter. De vrucht is een bes, die wit, geel, oranje of rood kleurt wanneer ze rijp is en bevat een of meer zaden die in zeer kleverig sap zitten; de zaden worden verspreid wanneer vogels (met name de grote lijster) de vrucht eten en de kleverige zaden van de snavel verwijderen door ze af te vegen aan boomtakken alwaar ze kunnen ontkiemen.

## Giftigheid
Viscum-soorten zijn giftig voor mensen; het eten van het fruit veroorzaakt een verzwakte hartslag en acute gastro-intestinale problemen zoals buikpijn en diarree. Een van de actieve ingrediënten is al zeker de lectine viscumine, dat bijzonder toxisch is. Het remt de eiwitsynthese door het katalytisch inactiveren van de ribosomen. Desondanks zijn veel diersoorten aangepast aan het eten van de vrucht als een belangrijk onderdeel van hun dieet.

## Fossiele vondsten
†Viscum morlotii uit het vroege Mioceen is beschreven via fossiele bladercompressies die gevonden werden in de Kristina-mijn bij Hrádek nad Nisou in Noord-Bohemië (Nordböhmen), Tsjechië.

## Geselecteerde soorten
- Viscum album – maretak
- Viscum articulatum
- Viscum bancroftii

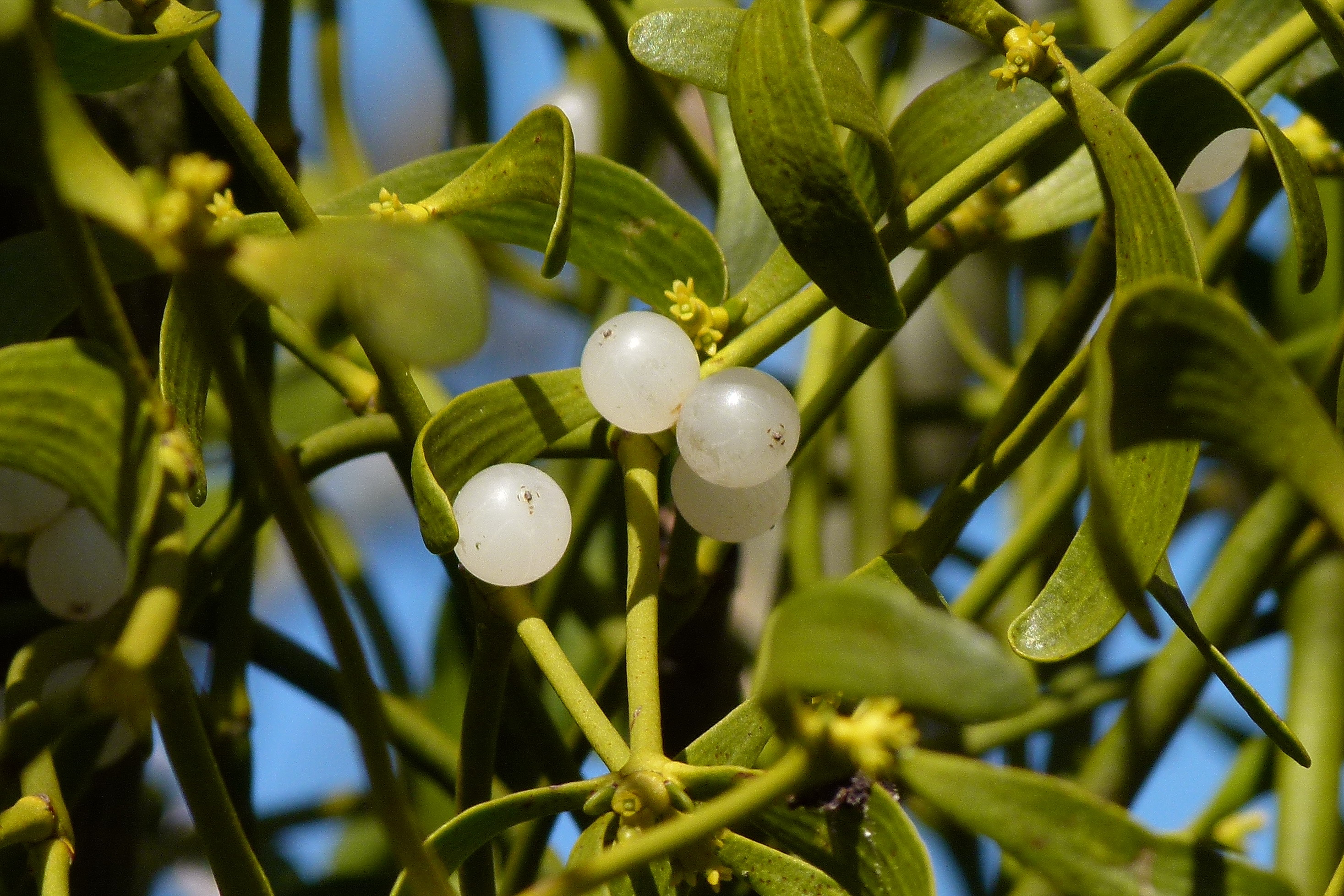
Bessen van de maretak (Viscum album)

- Viscum capense – Kaapse maretak (Zuid-Afrika)
- Viscum coloratum – Koreaanse maretak (Korea)
- Viscum combreticola
- Viscum cruciatum
- Viscum diospyrosicola
- Viscum fargesii
- Viscum liquidambaricola
- Viscum loranthi
- Viscum minimum
- Viscum monoicum
- Viscum multinerve
- Viscum nudum
- Viscum orientale
- Viscum ovalifolium
- Viscum rotundifolium
- Viscum triflorum
- Viscum whitei
- Viscum yunnanense

... · 
Anthobolus · 
Thesium (Bergvlas) · 
Santalum · 
Viscum · 
...